# Fiat G.91
Creat per la companyia italiana Fiat Aviazione (posteriorment Aeritalia), el Fiat G.91 fou un avió de reacció monomotor concebut durant la competició NBMR-1 organitzada per l'OTAN l'any 1953 amb l'objectiu de crear un caça bombarder lleuger comú per als socis europeus. Guanyant la competició l'avió fou ràpidament adoptat per la Força Aèria Italiana l'any 1961 i la Força Aèria de la República Federal Alemanya (Luftwaffe) l'any 1962. Addicionalment, també seria amplament utilitzat per la Força Aèria Portuguesa durant les seues guerres colonials.
L'aparell és considerat notable amb una llarga vida operativa (35 anys) i 770 unitats produïdes entre 1958 i 1977. A més a més, s'emprà per desenvolupar el bimotor Fiat/Aeritalia G.91Y.

## Desenvolupament

### Origen
Durant desembre de 1953, la Comandància General de l'OTAN establí una directriu per la qual tots els estats membres havien de tenir als seus inventaris avions de reacció amb certa capacitat d'atac a terra. Aquesta sorgia de l'avaluació i l'anàlisi feta durant la Guerra de Corea, on els vells aparells d'hèlix quedaren definitivament obsolets enfront dels nous caces de reacció. Així es creà un concurs, l'anomenat NBMR-1 al qual foren convidats els majors constructors aeronàutics dels estats socis. L'enginyer italià Giuseppe Gabrielli fou l'encarregat de dirigir el disseny i la construcció del caça que presentaria Fiat Aviazione al concurs. El projecte inicial fou anomenat G.91 i es feu un gran èmfasi a l'operabilitat de l'aeronau i la reducció de costs, ja que es consideraren vitals a l'hora d'assegurar l'adquisició per part del nombre més gran possible de membres del tractat.
Les especificacions dictades pel concurs preveien una distància d'enlairament màxima de 1.100 m, operabilitat en pistes de terra i improvisades, una velocitat màxima de 0,95 Mach (1173 km/h), un rang de 280 km i un pes màxim de 4.700 kg. També era important la protecció del pilot i dels dipòsits de combustible així com un armament suficient per combatre unitats protegides. Inicialment, cap dels membres pogué complir els requisits, trobant especial dificultat a l'hora d'adquirir una planta motriu amb la suficient potència retenint una bona fiabilitat i robustesa. Per això, mitjançant el programa Mutual Weapons Development Programme, els Estats Units col·laborà amb el Regne Unit a fi de crear un motor capaç sota la designació: Bristol Siddeley Orpheus, que seria muntat a nou dels deu concursants.
L'organisme avaluador: l'Aeronautical Research and Development (AGARD) donà dos mesos per presentar prototips participant-hi les companyies: Northrop amb el N-156, Dassault amb el Mystère XXVI, Sud-Est Baroudeur, Aerfer amb el Sagittario 2 i Breguet amb el Br.1001 Taon. L'examinació de les aeronaus començà el 18 de març de 1953 sota la supervisió de Theodore von Kármán, president de l'AGARD allargant-se quasi 18 mesos.

### Selecció

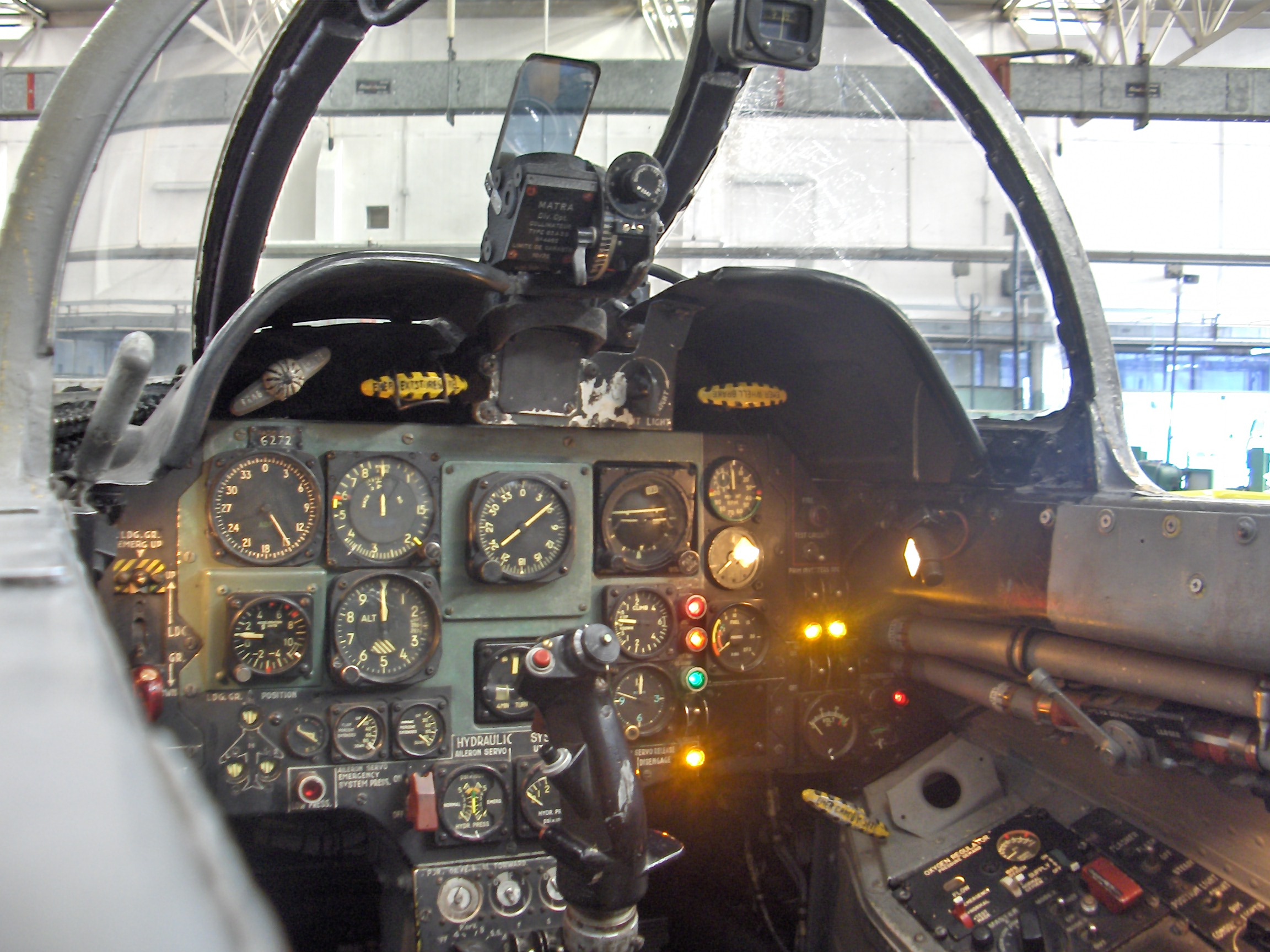
Cabina d'un G.91.

El 3 de juny de 1955 l'AGARD anuncià els projectes vencedors: Breguet Br.1001 Taon, Fiat G.91 i posteriorment Dassault Mystère XXVI. Aquest èxit inicial facilità la producció de 27 unitats de la variant G.91 encomanats pel govern italià. Aquests aparells foren molt útils a l'hora d'introduir millores en el disseny en les àrees de rendiment i logística, donant lloc un disseny més veloç i molt més fàcil d'assemblar i mantenir.
El primer vol d'un G.91 es produí el 9 d'agost de 1956 a l'aeroport de Caselle, Torí pilotat per Riccardo Bignamini. Aquesta fita, junt amb el ràpid desenvolupament de l'aparell, pràcticament asseguraren la victòria del disseny italià enfront de les seues contrapartides franceses, ja que Dassault no seria capaç d'enlairar el Mystère XXVI en quasi 7 mesos i Breguet el Br.1001 Taon en un any. No obstant això, aquest primer vol també provocà la detecció un greu defecte: vibracions aeroelàstiques (flutter) al caire d'atac dels alerons tant principals com secundaris. Aquests provocaren la pèrdua del primer prototip el 20 de febrer de 1957 i obriren una exhaustiva investigació sobre les causes i possibles solucions d'aquest defecte inesperat. Paral·lelament, l'accident també provocà que l'Armé de l'Air es negués a adoptar l'aparell en cas de ser escollit. No obstant això, quasi un any més tard, s'arribà a una solució satisfactòria redissenyant tot el conjunt de cua i allargant-lo 6 cm. Addicionalment, també s'introduí un aleró a la zona ventral del buc a fi de conservar la laminaritat del flux i un motor més potent.
Tots els canvis donaren lloc a una nova sèrie de prototips de vol que foren enviats a França per continuar l'avaluació de l'AGARD que pretenia elegir un vencedor durant 1957. Així en setembre d'aquest mateix any els tres competidors es reuniren al Centre d'Essais en Vol de l'aeroport de Brétigny-sur-Orge on el disseny italià impressiona el jurat. Com era d'esperar, el gener de 1958 es declarà el Fiat G.91 com clar vencedor amb unes prestacions més avançades i major èmfasi posat en la simplicitat de manteniment i baix cost, factors que afavoririen la seua adopció per un gran nombre de membres de l'OTAN.
Durant 1958 una sèrie d'acords impulsats pels Estats Units aconseguiren que Alemanya, França, Grècia i Turquia es comprometessin a adquirir 50 G.91 per les respectives forces aèries nacionals. Però França, descontenta amb l'acord, aconseguí a l'últim moment reemplaçar el G.91 per un desenvolupament avançat del Breguet Taon i el futur Dassault Étendard. Similarment, el Regne Unit desenvolupà en solitari el Hawker Hunter ignorant totalment els resultats de la competició. Itàlia, havent-se compromès a produir G.91 abans del final de les proves, absorbí les comandes cancel·lades sent alguns d'aquests aparells emprats per equipar l'equip de vol acrobàtic Frecce Tricolori.

### Producció
La primera factoria de construcció de l'aparell s'establí a l'aeroport de Torí-Aeritalia l'any 1957 amb motors importats d'Aeritalia i tren de Messier-Bugatti-Dowty. Fins a 1977 aquesta planta donà lloc a més de 368 unitats de les quals 174 acabarien en mans italianes i 144 equiparien la Luftwaffe. A més a més, les companyies alemanyes Messerschmitt, Heinkel i Dornier, sota la firma Flugzeug-Union Süd adquiririen llicència de producció afegint un total de 294 avions que eixirien de les seues instal·lacions fins a l'aturada de producció el 1972. Curiosament, el 20 de juliol de 1961 aquest es convertí en el primer model de caça manufacturat enterament a Alemanya d'ençà la Segon Guerra Mundial.
Les bones prestacions de l'avió feren que fos plantejada la compra per part d'alguns estats europeus com ara Àustria, Noruega o Suïssa i que l'exèrcit dels Estats Units s'interessessin a importar algunes unitats per dur a terme avaluacions de competició així com estudiar la possibilitat d'adaptar el G.91 a rols de control aeri. No obstant això, interferències de l'USAF provocaren l'abandonament del projecte.

## Disseny

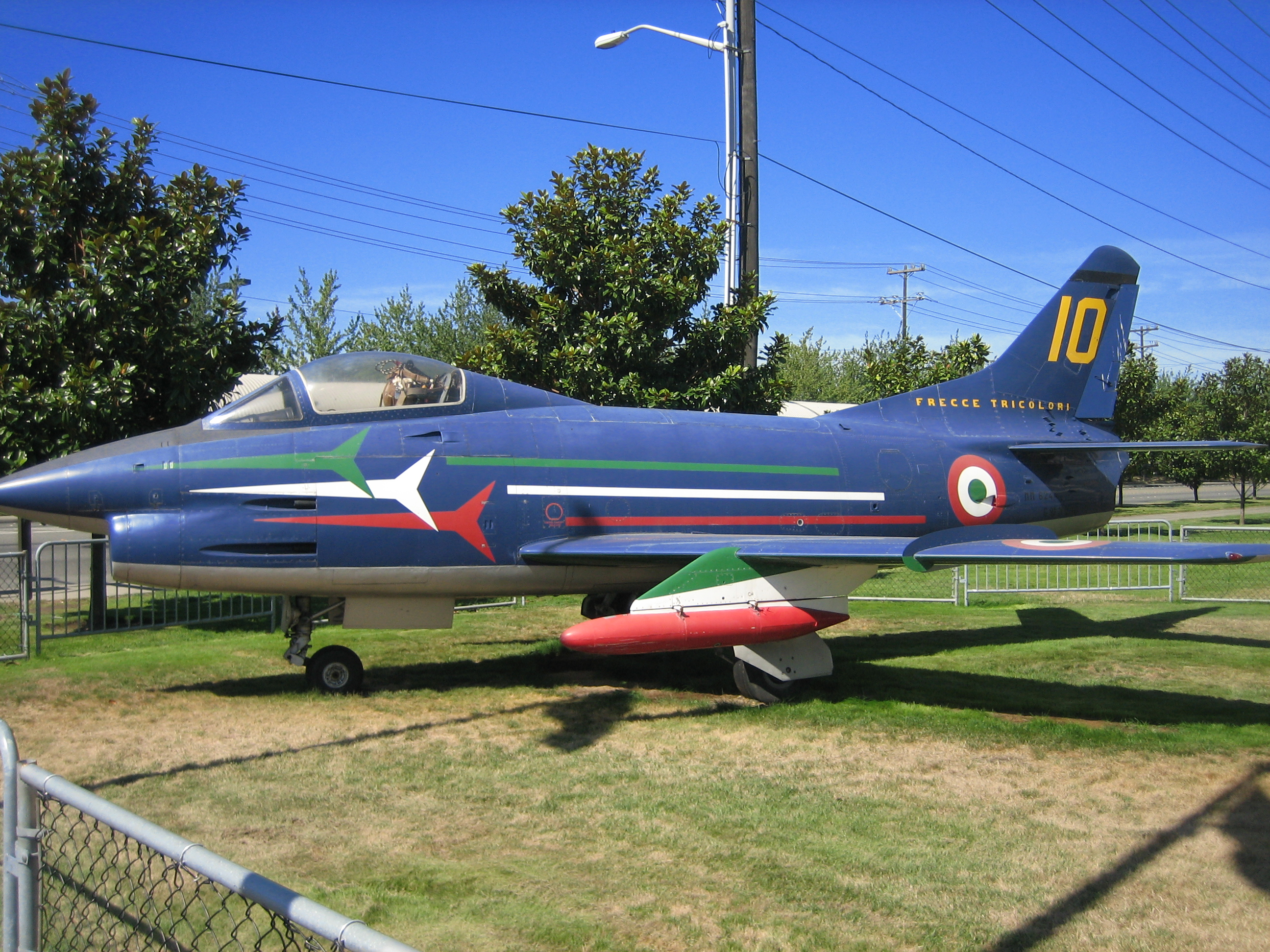
G.91 pertanyent a Frecce Tricolori.

Durant la concepció inicial del G.91 es posà un gran èmfasi en durabilitat, simplicitat i agilitat, característiques necessàries a l'hora de dur a terme el seu rol d'atac a terra i el desig de ser adoptat per una àmplia gamma d'usuaris. L'objectiu principal de disseny era ser capaç d'arribar prompte a l'objectiu i destruir-lo en un temps curt abans de tornar a base a rearmar-se. Així es projectà com un avió transsònic construït al voltant dels abundants i robusts motors Bristol Siddeley Orpheu, amb un fuselatge resistent i operabilitat en entorns hostil no preparats com ara pistes curtes poc desenvolupades i amb un manteniment limitat.
Completament metàl·lic, l'aparell comptava amb un parell d'ales en fletxa a 37° que donaven suport als pilons d'armament a més d'oferir una ràpida resposta de les superfícies de control a règims de vol transsònic. La part frontal del buc comprenia els sistemes de ràdio (UHF) identificació IFF i navegació a més de l'admissió i la pròpia cabina de pilotatge, fortament protegida amb panells d'acer i vidre blindat. Aquesta era aclimatada i pressuritzada amb possibilitat d'ejecció ràpida gràcies als seients Martin-Baker Mk.4. A continuació de la cabina s'allotjava la badia d'armament amb les metralladores i els dipòsits de munició (1200 bales de 12,7 mm o 240 de 30 mm) i els aerofrens en posició ventral. Al darrere reposava el motor sota la cua, de timó de direcció únic (amb paracaigudes de fre) i timons de profunditat convencionals i configuració alta, tots ells operats per electricitat en oposició als flaps i alerons principals, d'operació hidràulica. El tren d'aterratge en tricicle era molt resistent, estan optimitzant per l'ús en pistes de terra amb pneumàtics tous i possibilitat d'afegir ganxos d'aturada.
La construcció del G.91 estava optimitzada per un fàcil muntatge i transport amb abundància de panells de fàcil accés a l'equipament interior, ales desmuntables i buc ràpidament separable en tres seccions. Addicionalment, Fiat posà a la venda equipament explícitament dissenyat per dur a terme el manteniment de l'avió amb més agilitat i menys requisits de personal.

## Història operacional

### Itàlia
Els primers G.91 italians foren adoptats durant l'agost de 1958, equipant la unitat 103mo Gruppo, 5a Aerobrigata "Caccia Tattici Leggeri" (Grup Tàctic de Caces Lleugers) amb l'objectiu de fer una avaluació inicial per part de la Força Aèria Italiana. En un principi els avions es destinaren a la base aèria de Pratica di Mare transferint-se posteriorment a Frosinone. Aquestes transferències pretenien observar el comportament de l'avió en diferents condicions de manteniment i vol. Durant aquest temps també es duren a terme assajos internacionals amb altres membres de l'OTAN a Maniago i Campoformido durant els quals pilots alemanys van tindre ocasió de pilotar l'aparell.
L'any 1961 una segona unitat: la 14mo Gruppo, Seconda Aerobrigata, fou armada amb G.91 amb el rol de suport tàctic i base a Treviso-Sant'Angelo. Tres anys més tard els primers G.91 començaren a ser reemplaçats per variants R/1, 16 aparells de la primera versió foren donats a l'equip acrobàtic de la força aèria: Frecce Tricolori sota la designació G.91 PAN arribant a acumular més de 1.500 hores de vol i una eficiència de quasi el 90%.
També durant 1964 s'adoptaren els primers aparells biplaces d'ús per part de la Scuola Volo Basico Avanzato (escola de vol avançat). Entrenà cadets graduats a l'escola de vol bàsica emprant Aermacchi MB-326.
L'any 1995, 37 anys després de la seua introducció, l'últim G.91 fou retirat del servei actiu.

### Alemanya
La Luftwaffe va rebre les dues primeres unitats R/3 durant setembre de 1960. Aquestes equiparen l'esquadrilla Erprobungstelle 61 que arribaria a comptar amb cinc aparells, tots ells emprats en rols d'avaluació i familiarització. Finalitzades les proves amb èxit, els avions foren traslladats a Erding (Baviera) base de l'Aufklärungsgeschwader 53 (53r Grup de reconeixement) i la Waffenschule 50 (50a Escola de guerra) on començaren a reemplaçar als vells F-84F Thunderstreak americans. L'octubre de 1961, lAufklärungsgeschwader 53 es convertí en la primera esquadrilla a reconvertir-se completament al G.91 començant a dur a terme els primers vols d'entrenament que s'expandiren fins a 1962. Paral·lelament, alguns aparells foren enviats a Béchar (Algèria) a fi d'avaluar les capacitats del disseny en entorns inhòspits.
Posteriorment, l'estat alemany va fer una comanda de 45 unitats d'entrenament. 35 d'aquestes unitats foren entregades a la Waffenschule 50 on serviren per fer cursos d'adaptació a Oficials de Sistemes dels caces F-4 Phantom. Addicionalment, la companyia nacional Dornier revé llicència per construir noves variants del G.91, produint 22 entre els anys 1971 i 1973.
Al voltant de cinquanta unitats de la variant R/4 originàriament destinades a Grècia i Turquia com a part d'un programa d'estandardització de flotes aèries dels membres de l'OTAN (NBMR-1) acabaren en mans de la Waffenschule 50 alemanya després que aquests dos països els rebutjaren en considerar-los inapropiats per a les seues necessitats en defensa. Després de completar el seu cicle d'entrenament al voltant de quaranta aparells R/4 dels restants foren venuts a Portugal sent la resta relegats a rols de presentació, reclutament i instrucció a terra.
Durant la dècada dels anys huitanta la Luftwaffe començà a buscar un reemplaçament, trobant-lo en el Dassault/Dornier Alpha Jet, un disseny desenvolupat en cooperació amb França. L'últim aparell fou retirar l'any 1982.

### Portugal

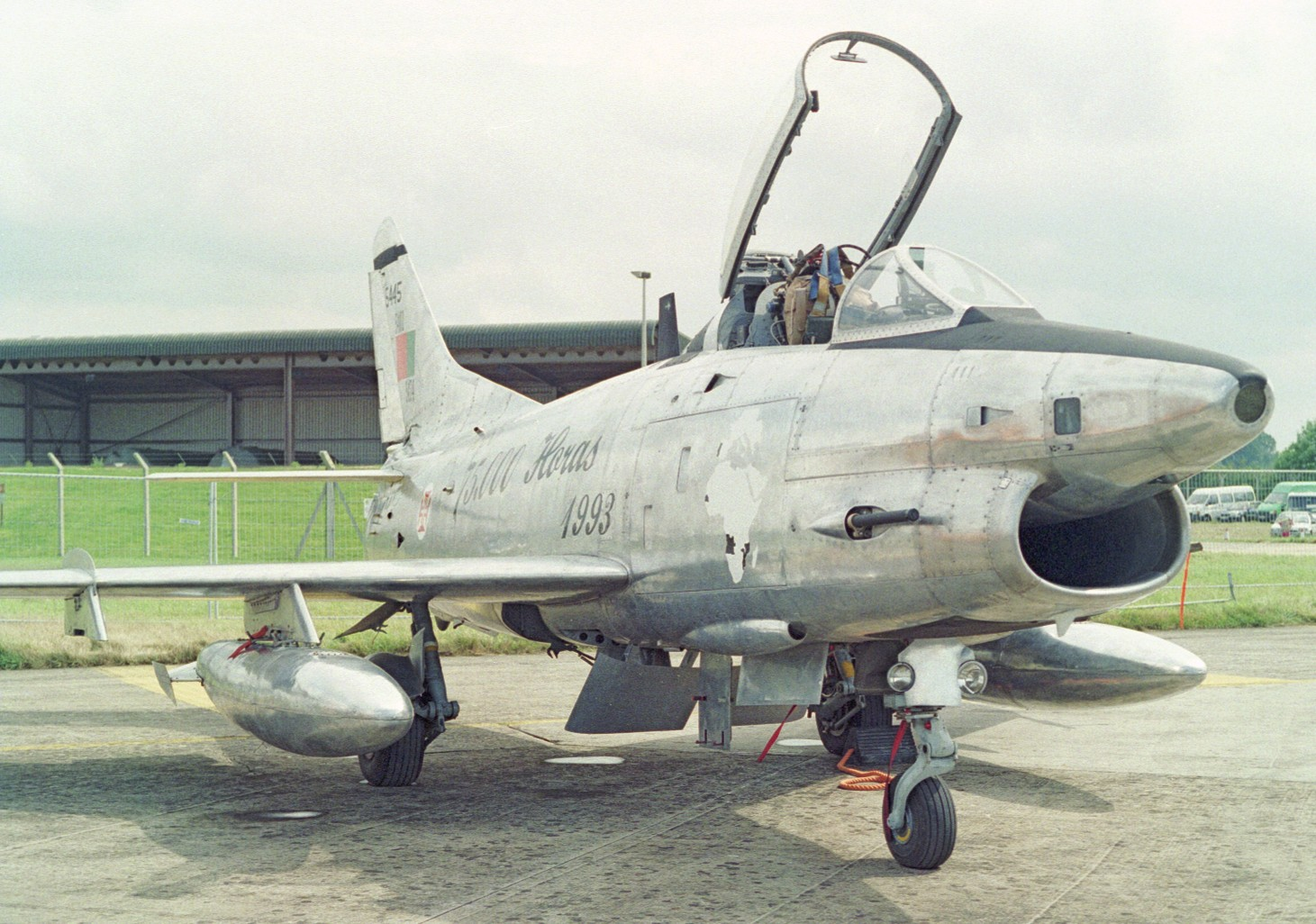
G.91 R/3 de la Força Aèria Portuguesa.

D'ençà de 1961, l'Estat portuguès estava immers en una sèrie de conflictes d'alliberació a les seues possessions colonials (Angola, Guinea Bissau i Moçambic) en la denominada "Guerra colonial portuguesa". Les necessitats del conflicte feren que a l'agost d'aquest mateix any es mobilitzés un destacament de F-86 adquirits dels Estats Units d'Amèrica. No obstant això, pressions per part de les Nacions Unides, que arribaren a imposar un embargament armamentístic l'any 1973, obligaren a retirar el destacament d'avions abans que dugués a terme cap acció bèl·lica i deixant l'exèrcit de terra sense suport aeri.
L'aferrissament del conflicte dugué Portugal a buscar un aparell que pogués operar sota les restriccions imposades. Així primerament s'intentà la compra de 100 Canadair Sabre Mk 6 d'excedent originàriament destinades per l'Alemanya Federal, però, aquesta llançà una contraoferta per 40 avions Fiat G.91 R/4 rebutjats per Grècia i Turquia sota el programa NBMR-1 si Portugal permetia la construcció d'una base aèria alemanya al municipi de Beja. Portugal acceptà l'oferta durant la segona meitat de 1965.
L'any 1966 es traslladà a Guinea Bissau la primera unitat completament equipada amb G.91: l'Esquadra 121 Tigres. Inicialment, els G.91 foren destinats a rols de reconeixement i suport armats amb coets, bombes convencionals i Napalm. En resposta l'any 1973 la PAIGC començà a rebre míssils portàtils de defensa antiaèria (MANPADS en anglès) de construcció soviètica tipus Strela-2 (SA-7 Grail segons el codi de l'OTAN). Aquests foren responsables de la destrucció de, com a mínim, tres G.91 (durant els dies 25 i 28 de març de 1973 i 31 de gener de 1974 respectivament) amb dos més possibles, juntament amb dos aparells T-6 Texan i dos Do.27K-2.
Durant 1968 es mobilitzà l'Esquadra 502 Jaguares de Beira a Nacala amb la missió de suprimir l'activitat de la FRELIMO. Una segona unitat, l'Esquadra 702 Escorpiões s'afegí a partir de setembre de 1970 amb base a Tete. L'experiència adquirida a Guinea Bissau feu que cap avió fora abatut per les defenses antiaèries del FRELIMO. Tanmateix, un aparell, el número 5429 pilotat pel tinent Emilio Lourenço fou destruït el 15 de març de 1973 a causa de l'explosió prematura de les bombes que transportava.
L'any 1973 es va fer efectiu l'embargament imposat per les Nacions Unides, cosa que dificultà greument la capacitat de Portugal per adquirir nous avions i recanvis necessaris per mantenir els seus avions operatius. Consegüentment, el govern inicià unes negociacions amb Alemanya mitjançant les quals pretenia evadir el bloqueig desmuntant els futurs avions i emprant països com Espanya o Suïssa com intermediaris, però una resolució del Bunderstag o prohibí.
La Revolució dels Clavells de 1974 posà fi a la Guerra colonial portuguesa amb la retirada de les tropes i la concessió de la independència a tots els seus territoris africans. Un esquadró de G.91 fou enviat a Angola per dissuadir l'escalada del conflicte intern entre el Font Nacional d'Alliberament d'Angola (FNLA) i la Unió Nacional per la Independència Total d'Angola (UNITA). Però l'escàs èxit dugué a la retirada d'aquest el gener de 1975.
La democratització de l'Estat portuguès l'any 1976 dugué la supressió de l'embargament i l'inici d'una nova tanda de negociacions amb Alemanya per adquirir 14 G.91 R/3 i 7 G.91 T/3. A més, entre 1980 i 1982 la retirada de tots el G.91 alemanys atorgà a Portugal la possibilitat de comprar més de 96 aparells, dels quals uns 25 foren posats en actiu i la resta desmantellats per obtenir recanvis fins al final de la seua vida activa l'any 1993.

### Altres
En un intent d'estandarditzar l'avió, Alemanya es va comprometre a produir 50 aparells per Grècia i Turquia seguint una directriu dels Estats Units. Així el 6 de setembre de 1961 una primera unitat de la variant R/4 fou entregada com a demostrador a la Força Aèria Helena. No obstant això, el G.91 fou rebutjat per ambdós països sent les unitats ja construïdes transferides a la Luftwaffe.

## Variants

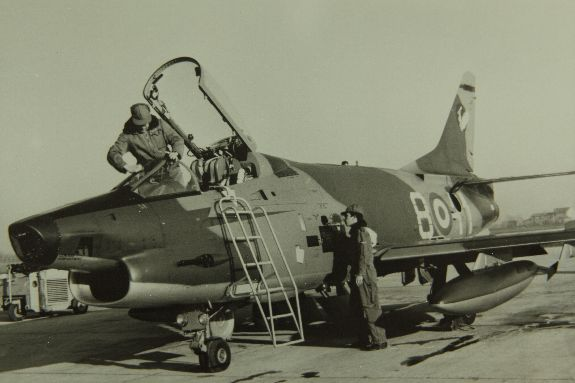
Fiat G-91Y.

### G.91
Prototips inicial de prova i avaluació. Posteriorment es crearien remolcadors emprats per l'entrenament de futurs pilots.

### G.91A
Variant de prova amb slats i dipòsits de combustible a les ales. Una unitat fabricada.

### G.91BS/1
BS (Battle Surveillance en anglès), indica una iteració de la variant G.91T amb equipament fotogràfic i aviònica avançada

### G.91BS/2
Variant biplaça de l'anterior. Cap unitat produïda.

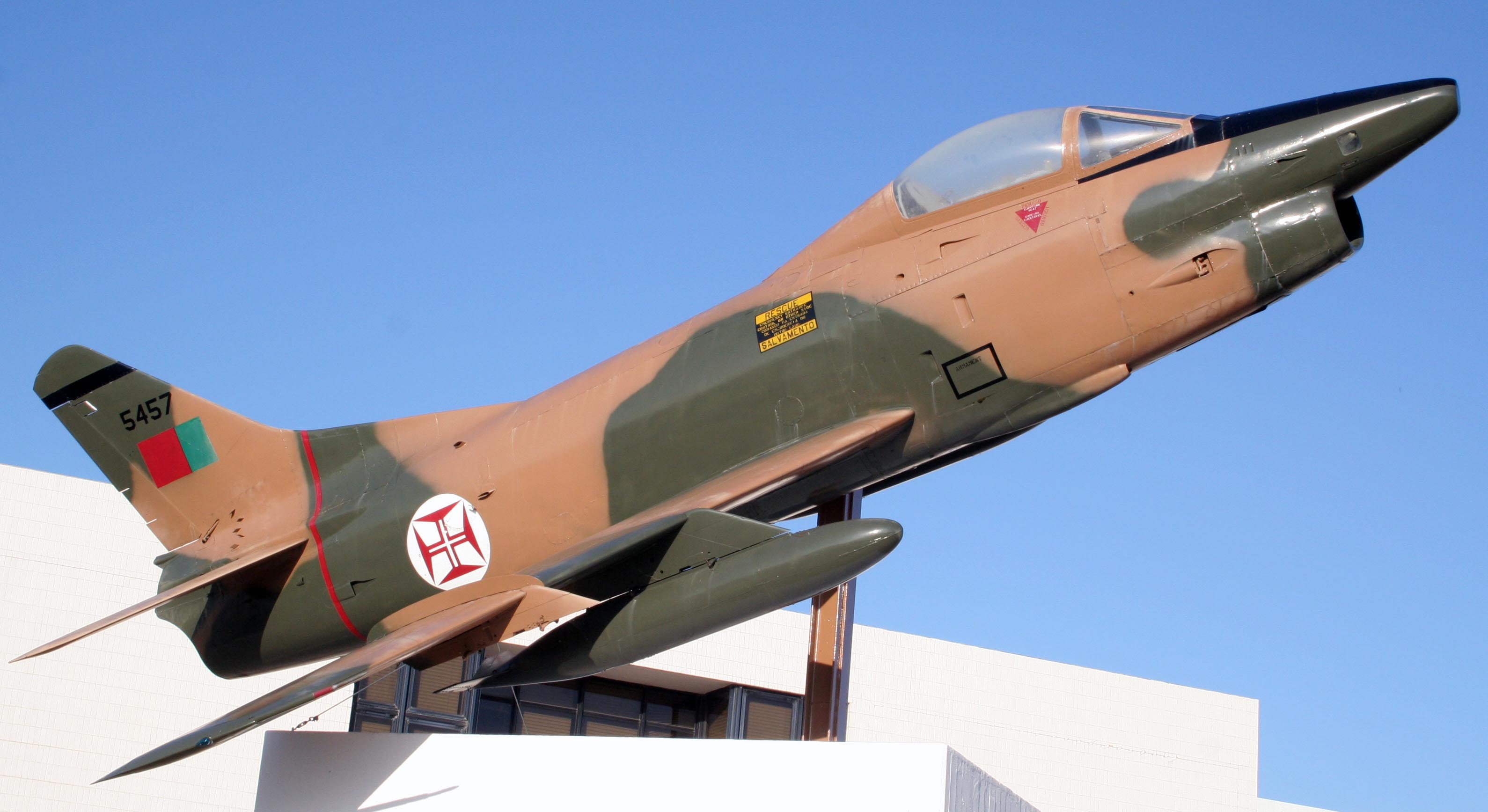
G.91 amb els colors de Portugal.

### G.91E
Versió proposada per l'AMI. Mai es materialitzà.

### G.91N
Equipada amb sistemes de navegació Decca i Rho-Theta, una unitat d'aquest tipus fou modificada a partir d'un G.91.

### G.91PAN
Adaptació de l'original emprat per l'equip acrobàtic Frecce Tricolori de la Força Aèria Italiana. Amb armament suprimit i afegits tancs de fum.

### G.91Y
Variant d'Aeritalia més desenvolupada de les anteriors. Amb una planta motriu nova constituïda per dos motors General Electric J85, fuselatge allargat i més resistent per fer lloc a més càrrega d'armament i combustible, aviònica modernitzada... Va volar per primera vegada el 12 de desembre de 1966 i serví exclusivament la Força Aèria Italiana. Dues subvariants foren projectades: la biplaça T i la suïssa S sense que cap es materialitzés.

### Reconeixement

#### G.91R/1
Primera variant de reconeixement, incorporant tres càmeres fotogràfiques al morro. Donaria lloc a dues subversions: A (amb actualització d'instrumental del vol) i B amb fuselatge reforçat.

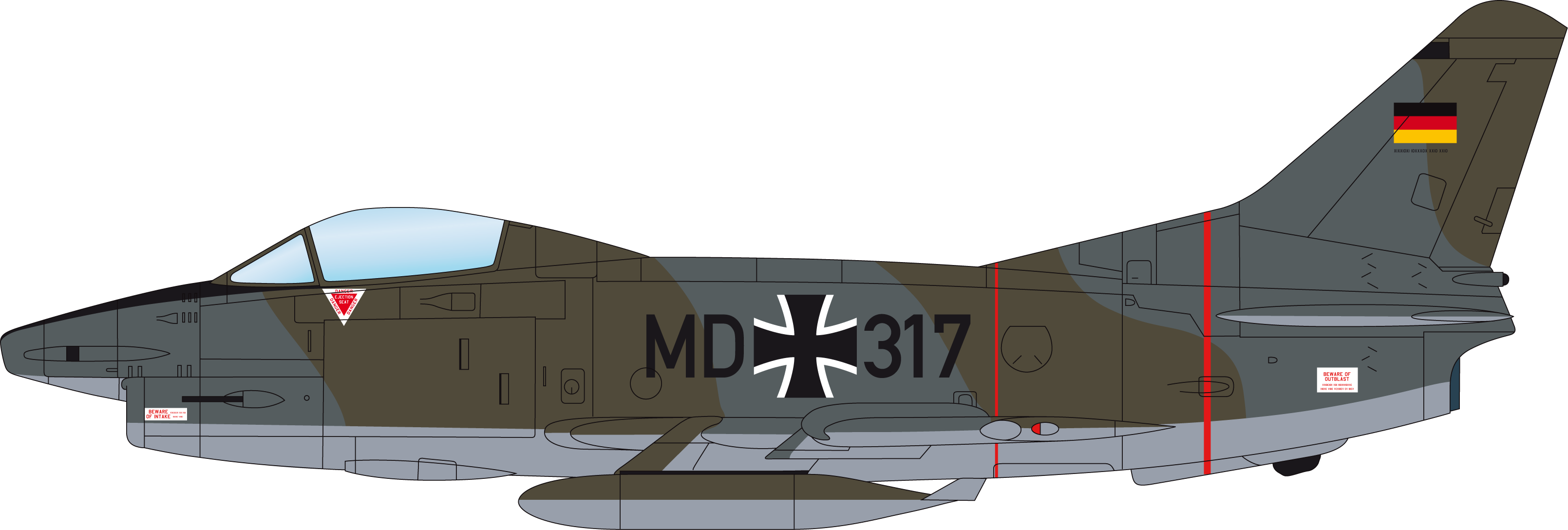
G91R3-1.

#### G.91R/3
Variant de reconeixement encomanada per la Luftwaffe i armada amb dos canons DEFA de 30 mm. També donaria lloc a la subvariant SATS amb capacitat STOL.

#### G.91R/4
Molt similar a la G.91R/3 però amb armament constituït per quatre metralladores Colt-Browning de 12,7 mm.

#### G.91R/5
Versió proposada per a Noruega amb rang ampliat. Mai es materialitzà.

#### G.91R/6
Variant italiana amb millores al tren d'aterratge, aviònica i capacitat de càrrega tant d'armament com de combustible.

#### G.91RS/S
Hipotètic desenvolupament amb nova planta motriu Fiat 4032 o B.Or.12 Orpheus de 31.4 kN. No tingué èxit.

### Entrenament

#### G.91T/1
Entrenador emprat per la Força Aèria Italiana. Construïts a partir d'aparells G.91R/1.

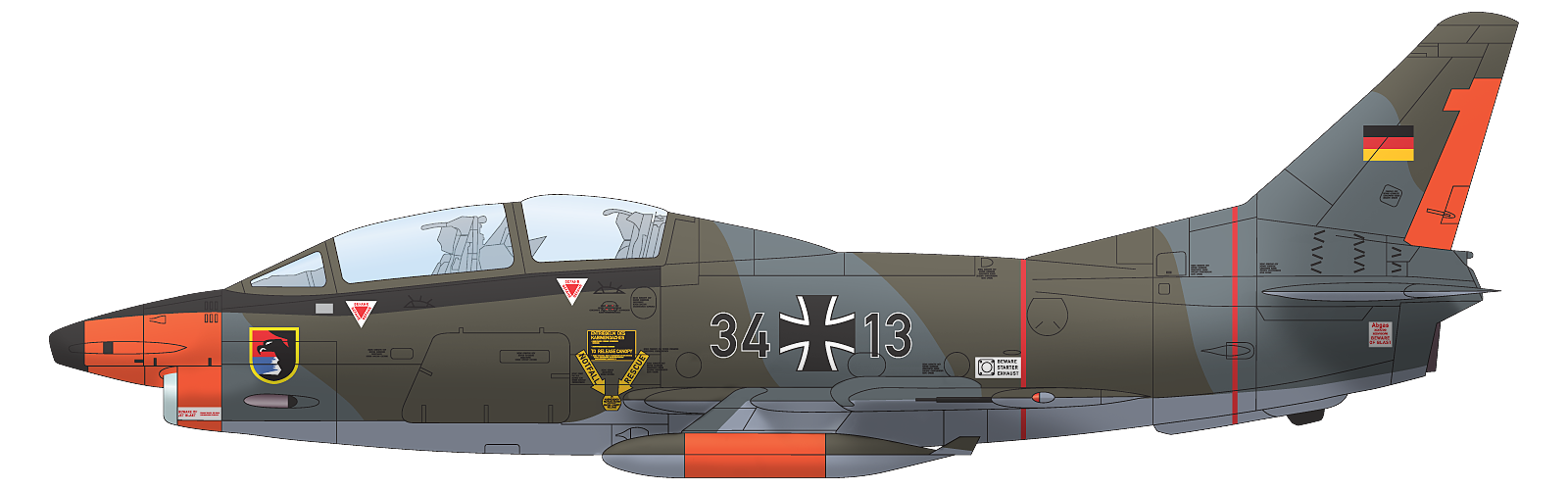
G91T3-1.

#### G.91T/3
Entrenador encomanat per la Luftwaffe. Un avió fou modificat amb instrumental Logair d'adquisició de dades. 

#### G.91T/4
Variant que pretenia adaptar la distribució de cabina del Lockheed F-104 Starfighter. Cap prototip construït.

#### G.91TS
Proposta d'entrenador supersònic. Mai entrà en producció.

## Especificacions (G.91R)

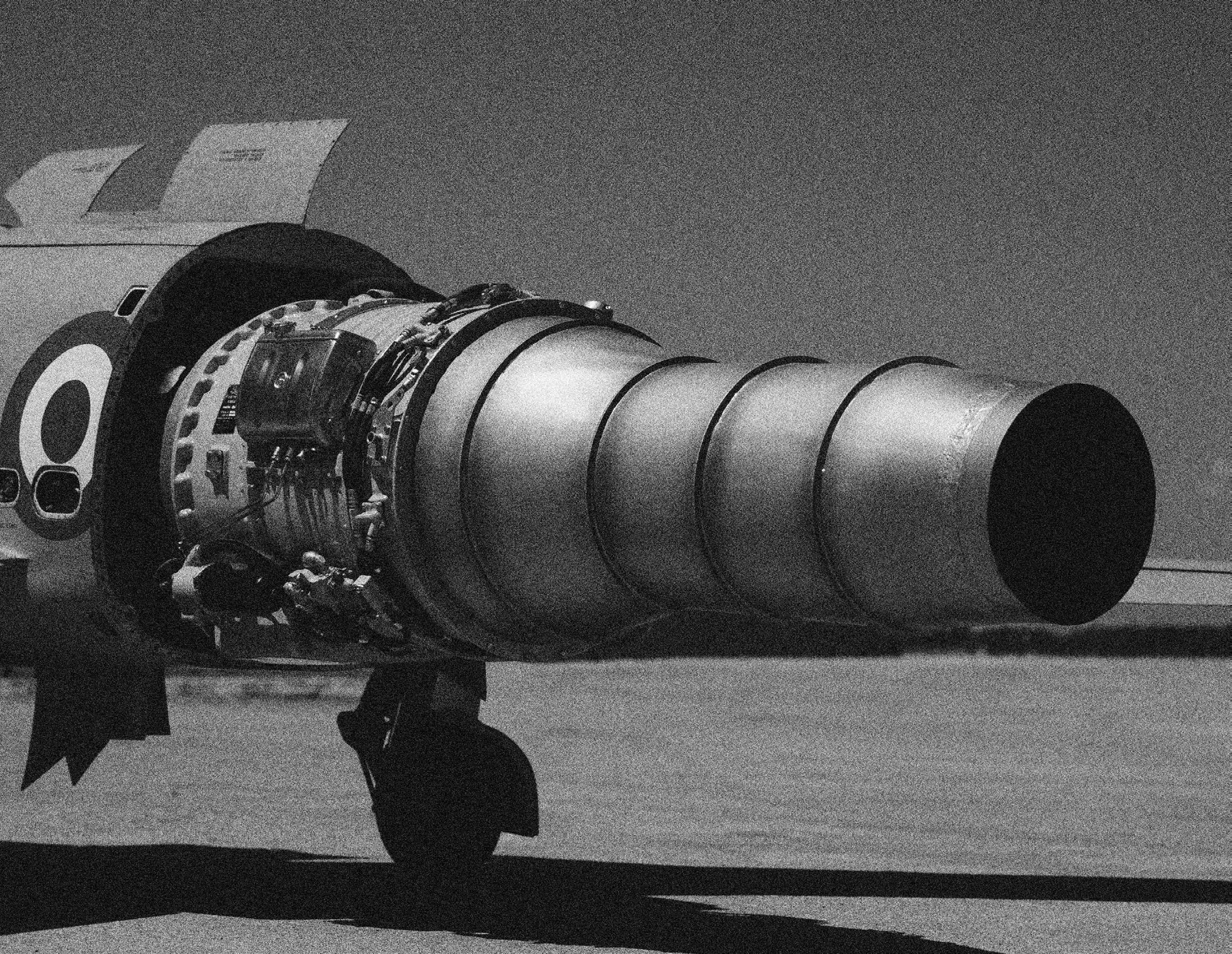
Vista d'un G.91 sense coberta del motor.

## Especificacions (G.91R)[21]

### Característiques generals
- Tripulació: 1.
- Longitud: 10,3 m.
- Envergadura: 8,56 m.
- Altura: 4,0 m.
- Superfície alar: 16,4 m².
- Pes buit: 3.100 kg.
- Pes màxim: 5.500 kg.
- Planta motriu: 1 turboreactor Bristol Siddeley Orpheus 803 de 22,2 kN.

### Rendiment
- Velocitat màxima: 1.075 km/h.
- Rang: 1.150 km.
- Sostre: 13.100 m.
- Ascens: 30 m/s.
- Càrrega alar: 331 kg/m².
- Potència/pes: 0,42.

### Armament
- Armes: 4 metralladores M3 Browning de 12,7 mm o 2 canons DEFA (Luftwaffe).
- Pilons: 4 pilons sota les ales amb una capacitat unitària de 680 kg. Normalment equipats amb llançacoets Matra (amb 19 coets SNEB de 68 mm cadascun o 18 coets SURA de 80 mm). I capacitat per muntar bombes o canons addicionals.